# 阿奇·哈恩
查尔斯·阿奇博尔德·哈恩（英語：Charles Archibald Hahn，1880年9月14日—1955年1月21日），美国男子田径运动员。他被公认为20世纪初期最佳短跑运动员之一，曾在1904年夏季奥运会田径比赛中获得男子60米、100米和200米金牌。